# Psilorhynchus microphthalmus
Psilorhynchus microphthalmus is een straalvinnige vissensoort uit de familie van de spoelgrondels (Psilorhynchidae). De wetenschappelijke naam van de soort is voor het eerst geldig gepubliceerd in 1995 door Vishwanath & Manojkumar.